# 吴天保
吴天保（1903年—1967年），字贤华，湖北汉阳人，中国汉剧表演艺术家、戏曲活动家，武汉市汉剧团第一团团长，第二、三、四届全国政协委员。